# Бельский, Дмитрий Фёдорович

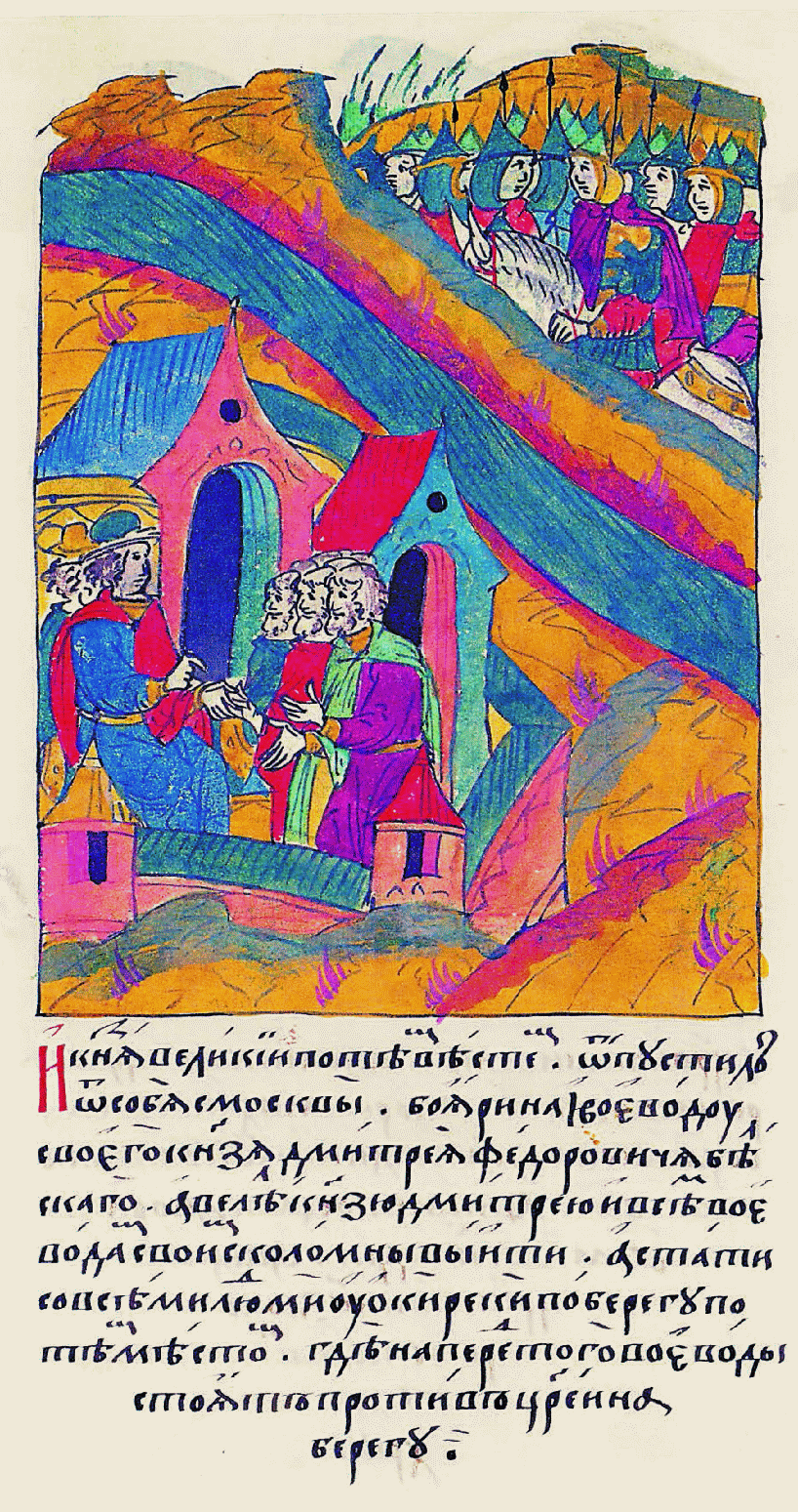
«И князь великий по тем вестям отпустил от себя из Москвы боярина и воеводу своего князя Дмитрия Федоровича Бельского, а велел князю Дмитрию и всем воеводам своим из Коломны выйти, а встать со всеми людьми по берегу»

Дми́трий Фёдорович Бе́льский (1499 — 11 января 1551) — князь, наместник, боярин и воевода во времена правления Василия III Ивановича и Ивана IV Васильевича Грозного.
Из княжеского рода Бельских, представитель династии Гедеминовичей. Старший сын служилого князя и воеводы Фёдора Ивановича Бельского и рязанской княжны Анны Васильевны, племянницы великого князя московского Ивана III Васильевича (дочь его сестры также Анны Васильевны). Князь Дмитрий Фёдорович был троюродным братом царя и великого князя Ивана Васильевича Грозного.
Вместе с младшими братьями Иваном и Семёном владел Лухским удельным княжеством на Средней Волге.

## Биография
Впервые упоминается в 1519 году вторым воеводою в Коломне. В этом же году отправлен Василием III Ивановичем первым воеводою в Казань, где посадил на ханский престол русского ставленника Шигалея (1519—1521), привёл его, всех татарских князей и казанцев к присяге верности Государю. В 1520 году первый воевода в Кашире.
Летом 1521 года во время нашествия на Русь крымского хана Мехмед Герая назначен главнокомандующим русской рати, отправленной на берега Оки и первым воеводою в Серпухов. Вместе с ним, во главе русских полков, находился удельный князь Андрей Иванович Старицкий, младший брат царя. Князь Дмитрий Фёдорович и Андрей Старицкий в «безрассудной надменности» не послушали советов опытных московских воевод и допустили вторжение крымской орды вглубь Русского государства. Крымский хан разгромил небольшое русское войско под Коломной переправился через Оку и дошёл до окрестностей Москвы, разорив и опустошив южнорусские города и земли. Василий III Иванович вынужден был бежать из столицы в Волоколамск. Во время продвижения крымской орды к Москве князь Дмитрий Фёдорович с остатками русской рати пробыл в Серпухове. После отступления крымского хана от Москвы некоторые московские воеводы попали в опалу и были заключены в темницы. Князя Дмитрия Бельского упрекали в безрассудстве и малодушии, а он всю вину перекладывал на удельного князя Андрея Старицкого, который первым обратился в бегство. Государь пощадив князя Андрея Старицкого и Дмитрия Бельского, наказал опытного воеводу князя Ивана Михайловича Воротынского. В следующем 1522 году князь Дмитрий Фёдорович получил боярство.
Весной 1522 года во время царского похода русских войск «по крымским вестям» в Коломну, послан вперёд государя против крымцев, встречал царя в городе и был назначен первым воеводой Большого полка.
В сентябре 1524 года, вместе с младшим братом Иваном, вынужден был принести присягу в верности Василию III Ивановичу. Братья обязались верно служить московскому государю, не отъезжать в Литву и Польшу, не вести тайную переписку с великим князем литовским. За братьев поручились митрополит Даниил и высшее духовенство.
В январе 1526 года был первым «дружкой» со стороны государя, на свадьбе Василия III с Еленой Васильевной Глинской.
В феврале 1527 года вместе с князьями Василием Васильевичем Шуйским, Борисом Ивановичем Горбатым и Иваном Даниловичем Пенковым поручился за князя Михаила Львовича Глинского. В случае его побега в Литву Дмитрий Бельский должен был уплатить великому князю 5 тысяч рублей. В этом же году первый воевода в Коломне.
В декабре 1528 года сопровождал Василия III на богомолье в Кириллов монастырь. В 1528 первый воевода войск стоявших на реке Осётр.
В августе 1530 года во главе русской рати. Вместе с князем Иваном Михайловичем Воротынским, возглавлял московские полки, стоявшие «против Осетра». Летом 1532 года стоял с войсками на южных рубежах «против Колычовскаго острова». В январе 1533 года упомянут на свадьбе князя Андрея Ивановича и княжны Хованской, сидел первым за большим государевым столом. На второй день послан от Государя к невесте, а на третий день сидел четвёртым за большим государевым столом, напротив боярынь. В этом же году назначен первым воеводой русской рати, отправленной на южные границы и Коломну, против крымских татар под руководством Саип-Гирея.
Осенью 1533 года сопровождал больного Василия III во время поездки в Троице-Сергиев монастырь, Волоколамск и другие места. Присутствовал при кончине Василия III, который перед смертию сказал: «не оставьте моих племянников, князей Бельских».
После смерти московского государя Василия III бояре князья Дмитрий Фёдорович Бельский и Михаил Львович Глинский были назначены опекунами малолетнего великого князя московского Ивана Васильевича. Регентшей государства при малолетнем великом князем Иване стала его мать, вдовствующая княгиня Елена Васильевна Глинская (1533—1538).

### Служба при Иване IV Васильевиче Грозном
В 1533 году включён Еленой Глинской в состав Боярской думы. В декабре 1533 года участвовал в приёме литовского посольства. Летом 1534 года, вместе с братом Иваном командовал большим полком в Коломне, где в это время находилась сама правительница государства Елена Глинская.
Летом того же 1534 года в литовские владения бежал князь Семён Федорович Бельский, младший брат Дмитрия. Несмотря на измену брата, Дмитрий Фёдорович сохранил своё положение при царском дворе, но его другой брат Иван был заключён в темницу. В том же году первый воевода Большого полка в Коломне, ожидал нападения крымского хана. В 1535 году возглавлял русские полки на южных границах. 15-тысячное крымско-татарское войско вторглось в рязанские земли, но русские полки под командованием князей Дмитрия Бельского и Федора Мстиславского отразили врага от берегов Оки, преследовали их и заставили отступить в степи.
В феврале 1536 года первый воевода русских воевод, находившихся в Муроме, а с июля первый воевода Большого полка в Коломне. Летом 1537 года назначен наместником владимирским, находился во Владимире, откуда послан с царём Шихалеем первым воеводою Большого полка от казанской украины в Мещеру. Осенью 1537 года назначен первым воеводою большого полка судовой рати, которая должна была идти в поход на Казань. В 1538 году стоял с полками в Коломне.
В конце 1540 года первый воевода в походе против Казанского ханства. Казанский хан Сафа Герай с татарским войском напал на нижегородские и муромские земли, осадил Муром, но местный гарнизон мужественно отразил все вражеские приступы. Дмитрий Бельский с войском выступил из Владимира и вынудил казанского хана отступить в свои владения. По дороге русские воеводы разгромили и истребили несколько отрядов казанских татар.
Весною 1541 года послан первым воеводою большого полка под Ростиславль, участвовал в отражении крымского хана Сахиб Герая от русских границ. Вывел русскую рать в поле и встретил хана на берегах Оки. Крымское войско вынуждено было отступить в степи. В июле того же года, по царскому указу, собирает всех воевод с войском стоящих на Угре, Рязани, Серпухове и по всем окраинам, и по соединении коих был первым воеводою всех войск. Данная мера позволила вновь отбить нападение крымского хана, отправив за ним двух воевод в погоню, для недопущения крымцев в рязанские места. Получив от пленных сообщение о намерении хана напасть на Пронск, отправил туда воеводу с войском.
В 1542 году после смерти своего брата Ивана Бельского, убитого в Белоозере, возглавил Боярскую думу. При возобновлении перемирия с Великим княжеством Литовским, будучи главным боярином в думе, сидел возле малолетнего великого князя Ивана Васильевича. В 1542—1543 годах первый воевода большого полка в Коломне, фактически руководил обороной южнорусских границ. В марте 1544 года первый воевода Передового полка в походе на нагорную сторону Казанского царства. В 1545 году первый воевода Большого полка во Владимире. Летом 1546 года по царскому поручению с русским войском прибыл в Казань, где возвел на ханский престол московского ставленника Шигалея.
В феврале 1547 года вместе со своей женой присутствовал на свадьбе царя Ивана Васильевича Грозного с Анастасией Романовной Захарьиной-Юрьевой, первый дружка с царской стороны, шёл в церковь перед камками, на коих венчался Государь. В июле того же года первый воевода Большого полка в Коломне.
В ноябре 1547 года участвовал в первом походе царя Ивана Васильевича на Казанское ханство. В декабре царь выступил из Москвы во Владимир, чтобы оттуда выступить в поход на Казань. Дмитрий Бельский, стоявший с полками в Коломне, соединился с царём и был назначен первым воеводой большого полка, то есть главнокомандующим русской армии. В феврале 1548 года царь Иван Васильевич, потеряв при переправе через Волгу большую часть артиллерии, вернулся в Москву. Однако русское войско под командованием князя Дмитрия Фёдоровича выступило в поход на Казань, разгромил в битве под столицей войско казанского хана Сафа Герая, опустошило окрестности Казани.
В начале 1549 года первый воевода Большого полка в Коломне, а в апреле первый воевода Передового полка в походе против шведов. Осенью того же года послан первым воеводою в Суздаль собирать войско для похода на Казань. Зимой 1549—1550 годов участвовал во втором царском походе на Казанское ханство. Дмитрий Бельский был вторично назначен первым воеводой большого полка. 12 февраля русская армия во главе с царём подошла к Казани и в течение одиннадцати дней безуспешно осаждала столицу ханства. Дмитрий Фёдорович был обвинен в неудачах русской армии под Казанью.
В апреле 1550 года первый воевода Большого полка в Коломне, а в мае присутствовал на свадьбе удельного князя Владимира Андреевича Старицкого, двоюродного брата царя Ивана Васильевича Грозного, с Евдокией Александровной Нагой, сидел за государевым столом, а на второй день венчания послан от государя к невесте.
Князь Дмитрий Фёдорович скончался 11 января 1551 года. Лухское удельное княжество унаследовал его единственный сын Иван.

## Семья

### Жена и дети
Жена: Марфа Ивановна Челяднина — дочь конюшего боярина Ивана Андреевича Челяднина.
Дети:
- Бельский Иван Дмитриевич (ум. 1571) — главный московский боярин и воевода;
- Евдокия Дмитриевна (ум. 1573) — жена боярина Михаила Яковлевича Морозова;
- Анастасия Дмитриевна (ум. 1571) — жена боярина Василия Михайловича Захарьина-Юрьева.